# Sergio Goyri
Sergio Goyri Pérez (né le 14 novembre 1958 à Puebla, Mexique) est un acteur, réalisateur, producteur, et scénariste mexicain.

## Carrière
Depuis le début de novembre 2016, à Alméria en Espagne, Sergio Goyri enregistre le long métrage Jesús de Nazareth produit par José Manuel Brandariz et dirigé par Rafael Lara où il incarne Herodes aux côtés de Julián Gil qui tient le rôle-titre.

## Filmographie comme acteur

### Télévision: Telenovelas
- 1975 : Mundos opuestos (Televisa) : Joaquín
- 1979 : Amor prohibido (Televisa)
- 1981 : Extraños caminos del amor (Televisa) : Álvaro
- 1983 : El malefecio (Televisa) : César de Martino
- 1985 : Angélica (Televisa) : Humberto
- 1986 - 1987 : El precio de la fama (Televisa) : Jaime Garay
- 1990 : Días sin luna (Televisa) : Andrés Monasterio
- 1991 - 1992 : Vida robada (Televisa) : Carlos
- 1992 : El abuelo y yo (Televisa) : Germán
- 1994 - 1995 : El vuelo del aguila (Televisa) : Jesús González Ortega
- 1996 - 1997 : Te sigo amando (Televisa) : Ignacio Aguirre
- 1999 - 2000 : Tres mujeres (Televisa) : Salvador Ortega
- 2000 : La casa en la playa (Televisa) : Juan Carlos Cabera-Rincón Rivas
- 2001 : Carita de angel (Televisa) : Agustin
- 2001 : Sin pecado concebido (Televisa) : Emiliano Martorel Ocho
- 2003 : Niña amada mía (Televisa) : Víctor Izaguirre
- 2004 : Rubí (Televisa) : Yago Pietrasanta
- 2005 : Piel de otoño (Televisa) : Don Ramón Mendoza
- 2006 : Duelo de pasiones (Televisa) : Álvaro Montellano
- 2007 : Amar sin maquillaje (Televisa) : Don Héctor Ibarra
- 2009 : Mi pecado (Televisa) : Don Gabino Roura
- 2010 : Soy tu dueña (Televisa) : Don Rosendo Gavillian
- 2011 : Dos hogares (Televisa) : Ricardo
- 2013 : Corazón indomable (Televisa) : Don Alvaro
- 2015 : Que te perdone Dios (Televisa) : Don Fausto López Guerra
- 2016: Señora Acero : Don Jesús Casares

### Cinéma
- 1979 : Esmeraldas malditas
- 1979 : Discotec fin de semana
- 1980 : Perro Callejero - Andrés
- 1980 : Las cabareteras
- 1980 : El hombre sin miedo - Eduardo Farias
- 1981 : La cosecha de mujeres
- 1981 : Perro Callejero II - Andrés
- 1981 : Herencia de muerte
- 1981 : Tijuana caliente
- 1982 : El anima de Sayula (Crédité comme Sergio Goyris)
- 1982 : La contrabandista
- 1982 : Fieras contra fieras
- 1982 : Los cuates de la Rosenda
- 1983 : El traficante
- 1983 : La venganza de Maria
- 1983 : Pedro el de Guadalajara
- 1983 : Me lleva la tristeza
- 1983 : La esperanza de los pobres
- 1983 : Aborto : Canta a la vida
- 1984 : El puente
- 1984 : El carro de la muerte
- 1984 : Pedro Navaja - El Cumbias
- 1984 : El padre trampitas
- 1985 : El escuadrón de la muerte - Ramón Cabrera
- 1985 : Forajidos en la mira
- 1986 : Herencia de valientes
- 1986 : Verdugo de traidores
- 1986 : Matanza en Matamoros
- 1986 : La pintada
- 1986 : El cafre
- 1986 : Polícia de narcóticos - Roberto Rojas
- 1986 : La Alacrana
- 1987 : Dinastía sangrienta
- 1987 : Conexión México
- 1987 : Conexión criminal
- 1987 : Ases del contrabando
- 1987 : Yo soy el asesino
- 1987 : Cacería humana
- 1987 : Camino al infierno - Jorge
- 1988 : El último triunfo
- 1988 : La brigada de la muerte
- 1988 : De grueso calibre
- 1988 : Taquito de ojo
- 1988 : El hijo de Camelia la Texana
- 1988 : Un paso al más aca
- 1988 : La noche de la bestia - Ramón
- 1988 : Sabado D.F.
- 1988 : El solitario indomable - Marcos
- 1988 : Noche de buitres - Junior
- 1989 : Los machos están fatigados
- 1989 : Aventuras que matan
- 1989 : 7 fugas del capitán fantasma
- 1989 : El Judas en la frontera
- 1989 : Las borrachas
- 1989 : Mi pistola y tus esposas
- 1990 : Cuna de campeones
- 1990 : Expedición al infierno
- 1990 : Retrato de una mentira - Julio de la Fuente
- 1990 : El camaleón
- 1990 : Inesperada venganza
- 1990 : Entre la fe y la muerte
- 1990 : La pisca de la muerte
- 1990 : Rescatada de la muerte
- 1990 : Tormenta de acero
- 1990 : Venganza de judiciales
- 1990 : Infierno en la frontera
- 1990 : Perro rabioso
- 1990 : El homicida
- 1991 : Violento amanecer
- 1991 : Silencio mortal - Sacerdote
- 1991 : Retén
- 1991 : La última fuga
- 1991 : Espionaje mortal
- 1991 : La noche del fugitivo
- 1991 : Contragolpe
- 1991 : Furia en la sierra
- 1991 : Muerte por partida doble - Marcos
- 1991 : El 30-30
- 1991 : Violencia sin tregua
- 1991 : Comando de la muerte
- 1991 : Maten al inocente - Carlos Ortega
- 1991 : Violencia en altamar
- 1991 : Perro rabioso 2 - Rodrigo
- 1991 : Los reptiles
- 1991 : Alta traición
- 1992 : AR-15: Comando implacable
- 1992 : Supervivencia
- 1992 : Revancha implacable
- 1992 : El arma secreta
- 1992 : Asesinos de la fronter
- 1992 : Policía de homicidios - Lt. Boris Todd
- 1992 : Al caer la noche
- 1993 : Yo no la mate
- 1993 : Los nuevos pistoleros famosos
- 1993 : Correteado por la muerte - Oswaldo
- 1993 : Bestias humanas - Dr. Luis Berlanga
- 1993 : Contrabando mortal
- 1993 : Obsesión asesina - Walter Ancor
- 1993 : Violento hasta los huesos
- 1993 : Vigilante nocturno
- 1993 : Reto a la ley
- 1993 : Cuatro a la fuga
- 1994 : Las esmeraldas son sangre
- 1994 : Amorosos fantasmas
- 1994 : Días de combate - Héctor Belascoaran Shayre
- 1994 : Pánico en el paraíso
- 1994 : El trono del infierno
- 1995 : Tragedia en Michoacán
- 1995 : Venganza entre narcos
- 1995 : La dueña
- 1995 : Frontera de fuego
- 1995 : Algunas nubes - Héctor Belascoran Shayne
- 1996 : Sábado violento - Eric
- 1996 : Los matones de mi pueblo
- 1996 : Arma infernal
- 1996 : Danik, el viajero del tiempo
- 1996 : Clave privada - Cop
- 1996 : Clave nueva
- 1997 : Duelo de texanos
- 1997 : Texana cien X
- 1998 : El comandante
- 1998 : Texana cien X 2
- 1999 : El recomendado
- 1999 : Por ser Méxicano
- 1999 : El guerrillero de Chiapas
- 1999 : Texana cien X 3
- 1999 : El perron de Jalisco
- 1999 : Bajas pasiones
- 2000 : Texana cien X 4
- 2002 : Carreras parejeras
- 2003 : La muerte del pelavacas
- 2004 : Luz y sombra
- 2004 : Los hermanos Mata
- 2005 : El regreso del pelavacas

## Filmographie comme réalisateur

### Cinéma
- 1991 : Retén
- 1992 : Supervivencia
- 1992 : El arma secreta
- 1993 : Vigilante nocturno
- 1994 : Pánico en el paraíso
- 1994 : El trono del infierno
- 1994 : Morir a mi manera
- 1996 : Clave privada
- 1996 : Clave nueva
- 1999 : Bajas pasiones
- 2002 : Carreras parejeras
- 2006 : Réquiem para Diana

## Filmographie comme scénariste

### Cinéma
- 1993 : Vigilante nocturno
- 1994 : Morir a mi manera
- 1996 : Clave privada
- 1999 : El recomendado
- 1999 : Bajas pasiones
- 2002 : Carreras parejeras
- 2006 : Réquiem para Diana

## Filmographie comme producteur

### Cinéma
- 1992 : Supervivencia
- 1993 : Vigilante nocturno
- 1994 : Morir a mi manera
- 1996 : Clave privada
- 1999 : El recomendado
- 1999 : Bajas pasiones
- 2002 : Carreras parejeras

## Prix et nominations

### Prix TVyNovelas
| Année | Catégorie                      | Telenovela           | Résultat   |
| ----- | ------------------------------ | -------------------- | ---------- |
| 1984  | Meilleure révélation masculine | El maleficio         | Gagnant    |
| 1991  | Meilleur acteur principal      | Dias sin luna        | Nomination |
| 1997  | Meilleur acteur antagonique    | Te sigo amando       | Nomination |
| 2002  | Meilleur acteur antagonique    | Sin pecado concebido | Nomination |
| 2003  | Meilleur acteur principal      | Niña amada mia       | Nomination |
| 2006  | Meilleur acteur antagonique    | Piel de otoño        | Gagnant    |
| 2010  | Meilleur premier acteur        | Mi pecado            | Nomination |
| 2011  | Meilleur acteur antagonique    | Soy tu dueña         | Nomination |
| 2012  | Meilleur acteur principal      | Dos hogares          | Nomination |